# Sant Vicent (Sant Martí de Canals)
Sant Vicent és un paratge de muntanya del terme municipal de Conca de Dalt, al Pallars Jussà, a l'antic terme de Claverol, en terres del poble de Sant Martí de Canals.
És al nord-est de Sant Martí de Canals, a l'extrem nord-occidental de la Serra de Pessonada. Forma la vall de muntanya on s'origina el barranc de Sant Martí, al nord-est dels Feixancs de la Tremor, a llevant de les Boïgues, al nord-est del Pla de la Torre.
Constituïa l'extrem de llevant de l'antic terme de Claverol, formant un apèndix que s'endinsava en el d'Hortoneda de la Conca.